# Johannes von Walter
Johannes Wilhelm von Walter (* 7. November 1876 in Sankt Petersburg; † 5. Januar 1940 in Bad Nauheim) war ein lutherischer Theologe und Professor für Kirchengeschichte.

## Leben
Johannes von Walter war ein Sohn von Reinhold Wilhelm von Walter. Nach dem Abitur 1893 ließ sich Johannes von Walter zunächst ein Jahr lang am Missionsseminar in Neuendettelsau zum Missionar ausbilden, bevor er sein Studium begann. Er studierte von 1894 bis 1901 Geschichte und Theologie an der Kaiserlichen Universität Dorpat sowie in Leipzig und Göttingen. 1901 wurde er mit einer Arbeit über das Leben Roberts von Arbrissel promoviert und habilitierte noch im gleichen Jahr. Von 1901 bis 1909 lehrte er als Privatdozent in Göttingen. 1909 wurde er Extraordinarius an der Universität Breslau und blieb dort bis zum Kriegsausbruch 1914, als er eingezogen wurde. 1917 wurde er ordentlicher Professor für Kirchengeschichte an der Universität Wien. Von 1921 bis zu seinem Tod lehrte Johannes von Walter an der Universität Rostock. Hier entfaltete er die Kirchgeschichte als Frömmigkeitsgeschichte des Christentums. Dabei ging er von der Frömmigkeit als dem wichtigsten Faktor für den Fortgang der Kirchengeschichte aus. Sein Forschungs- und Lehrschwerpunkt waren das Mittelalter und die Reformation. Johannes von Walters bedeutendster Schüler wurde Ernst Wolf. 
Im Kirchenkampf ab 1933 gehörte er zum lutherischen Teil der Bekennenden Kirche und wurde 1934 mit Helmuth Schreiner und Friedrich Brunstäd Vertreter der theologischen Fakultät Rostock im Lutherischen Rat.
Zusätzlich zu seinen universitären Aufgaben gab er als Nachfolger von Friedrich Kropatschek (1875–1917) von 1917 bis 1925 die Zeitschrift Biblische Zeit- und Streitfragen des Glaubens, der Weltanschauung und Bibelforschung heraus und war von 1929 bis 1935 Vorsitzender der Evangelischen Arbeitsgemeinschaft Mecklenburg.
1913 verlieh ihm die Universität Göttingen die Ehrendoktorwürde.

## Familie
Walter heiratete am 18. August 1903 Lydia Cäciele Agnes von Schwartz (* 26. August 1880), eine Tochter des Direktors der Leipziger Mission Karl von Schwartz.

## Werke (Auswahl)
- Das Wesen der Religion nach Erasmus und Luther, Leipzig 1906.
- Deutschtum und Christentum, Langensalza 1926.
- Die Geschichte des Christentums, 2 Bde., Gütersloh 1932–1938, (2. Aufl. 1938–1939).
- Die Theologie Luthers, Gütersloh 1940.
- Christentum und Frömmigkeit. Gesammelte Vorträge und Aufsätze, Gütersloh 1941.